# 土曜モーニングダイヤル
土曜モーニングダイヤルはかつて西日本放送（RNCラジオ）で放送されていたラジオ番組である。

## 放送時間
- 1985年4月6日〜1990年3月31日 土曜日 7:30 - 10:30
- 1990年4月7日〜2001年3月31日 土曜日 06:50 - 11:00

## 歴代パーソナリティ
- 1985年4月〜1987年3月:松井純子
- 1987年4月〜1988年10月:大橋利章
- 1988年10月〜1992年3月:雷門喜助
- 1992年4月〜1998年3月:小河雄磨（元社民党所属香川県議会議員）
- 1998年3月〜2001年3月:岸たけし

## 歴代アシスタント
- 初代:木村寿男
- 中期:笠置照代
- 末期:磯野裕子

## タイムテーブル（末期）
- 6:50 オープニング
- 7:00 朝一スポーツ情報
- 7:10  アミューズメントワールド
- 7:20 天気予報
- 7:25 創価学会 World Network
- 7:30 日産フラッシュジャーナル
- 7:50 道路交通情報
- 7:55 今日のレースガイド
- 8:00 四国新聞ニュース
- 8:10 もうすぐ記念日おめでとう
- 8:20 樫山文枝の百十四ラジオ文芸
- 8:30 朝の歳時記
- 8:40 安全運転のあなたへ
- 9:00 四国新聞ニュース
- 9:05 交通情報
- 10:00 四国新聞ニュース
- 10:05 交通情報
- 10:10 株式相談
- 10:30 ちびっこバンザイ
- 10:35 テレマートラジオショッピング
- 10:45 エンディング

## コーナー
- 幸せクイズ
- 讃岐井戸端会議
- わが家の選んだ音楽ベスト3
- ペイジさんのワンポイント英会話
- この人にインタビュー
- 株式相談

| 西日本放送（RNCラジオ） 土曜 7:30 - 10:30    | 西日本放送（RNCラジオ） 土曜 7:30 - 10:30 | 西日本放送（RNCラジオ） 土曜 7:30 - 10:30 |
| 前番組                                       | 番組名                                    | 次番組                                    |
| -------------------------------------------- | ----------------------------------------- | ----------------------------------------- |
| モーニングサタデー                           | 土曜モーニングダイヤル                    | --                                        |
| 西日本放送（RNCラジオ） 土曜日 06:50 - 10:50 |                                           |                                           |
| --                                           | 土曜モーニングダイヤル                    | 土曜 Wa ラジカル                          |